# Trichosia pectinata
Trichosia pectinata är en tvåvingeart som beskrevs av Pekka Vilkamaa 2003. Trichosia pectinata ingår i släktet Trichosia och familjen sorgmyggor.
Artens utbredningsområde är British Columbia. Inga underarter finns listade i Catalogue of Life.